# Ludwig Wieder

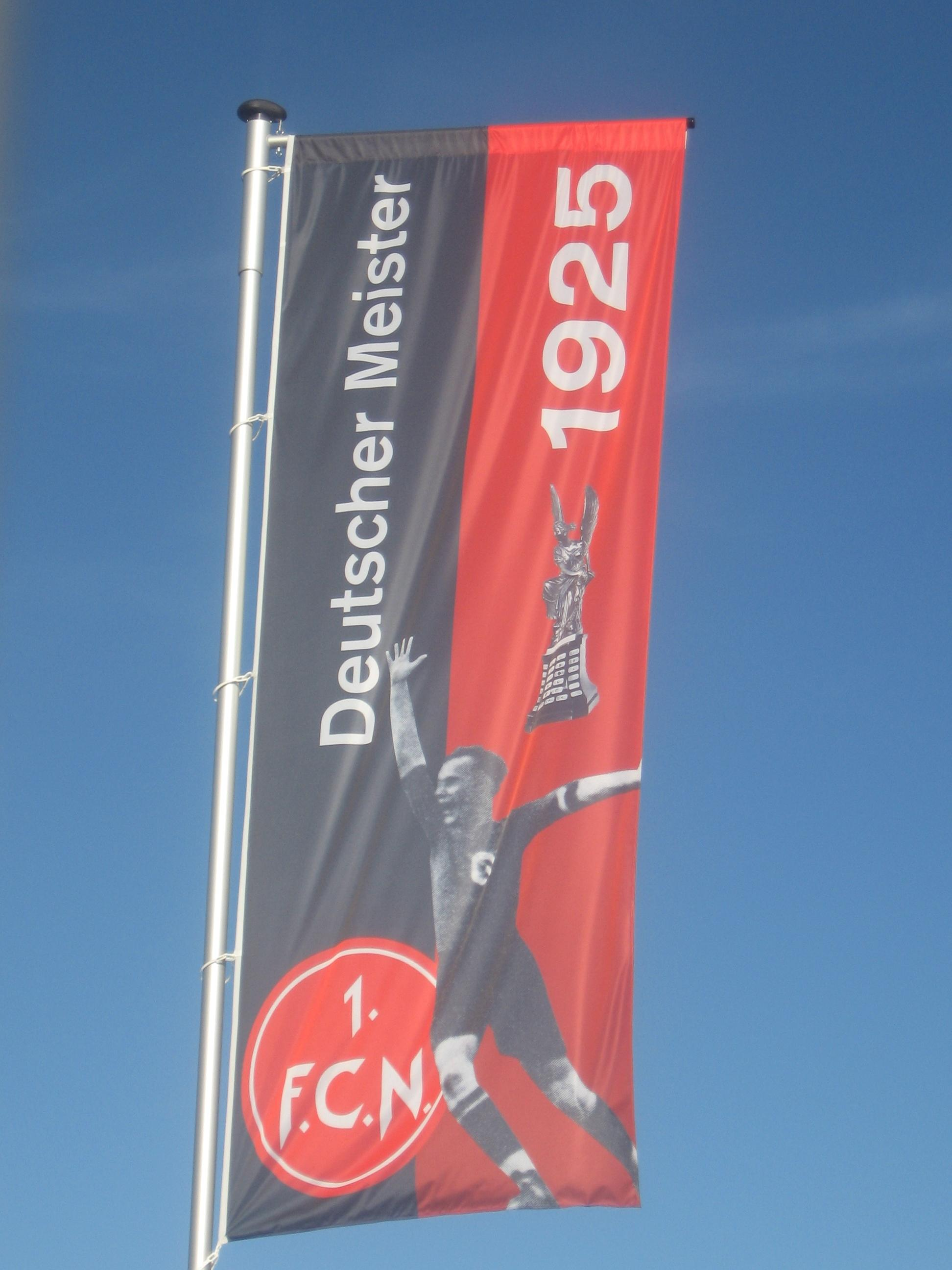
Konterfei Wieders
auf einer Fahne am easyCredit-Stadion

Ludwig Wieder (* 22. März 1900 in Nürnberg; † 30. November 1977 in Porta Westfalica) war ein deutscher Fußballspieler.

## Karriere

### Vereine
Die Karriere des Stürmers Ludwig Wieder begann beim TV Schweinau, bevor er 1922 zum 1. FC Nürnberg wechselte.
Mit diesem Verein konnte er seine größten Erfolge feiern. Nachdem er 1923 sogar noch vorübergehend aus der ersten Mannschaft aussortiert worden war, etablierte er sich als Nachfolger von Willy Böß im Sturmzentrum. 1924 gewann er mit dem Club seine erste deutsche Meisterschaft durch ein 2:0 gegen den Hamburger SV. Ein Jahr später gelang die Titelverteidigung gegen den FSV Frankfurt mit 1:0 in der Verlängerung, wobei er der Schütze des Siegtores war. Den letzten Titelgewinn verzeichnete er 1927, als Hertha BSC mit 2:0 im Endspiel bezwungen wurde. Ab Mai 1926 tauschte er für einige Zeit mit dem stark übergewichtigen Hans Kalb die Position und spielte auch als Mittelläufer. Diese Notlösung war jedoch nicht von Dauer, da Wieder im Angriff des Club fehlte. Bis 1931 bestritt er insgesamt 437 Spiele für die Nürnberger.
Zum Oktober 1931 zog der gelernte Elektromechaniker nach Duisburg und übernahm dort das Training des Postsportvereins Duisburg, für den er auch als Spieler aktiv war. Im August 1937 übernahm Wieder das Traineramt bei Alemannia Aachen und war dort bis 1939 tätig.  Nach dem Zweiten Weltkrieg arbeitete er in der DDR als Sportlehrer und war auch als Trainer aktiv, so bei Turbine Erfurt und Rotation Babelsberg.

### Nationalmannschaft
Herausragende Leistungen in einem der führenden Vereine zu der Zeit führten fast zwangsläufig dazu, dass auch Ludwig Wieder in die deutsche Nationalmannschaft berufen wurde. Erstmals lief er am 3. Juni 1923 bei einem Spiel gegen die Schweiz auf. Bereits 1926 endete mit seinem sechsten Länderspiel, das er gegen die Niederlande bestritt, seine Karriere als Nationalspieler, in der er auch zwei Tore erzielen konnte.
Zu mehr Einsätzen langte es allerdings nicht, vielleicht auch deshalb, weil er als eher „ruhiger Vertreter“ galt und mit seiner bedächtigen Art auch nicht die Gunst des Nürnberger Publikums erobern konnte.

### Stationen
- 0000 bis 1922: TV Schweinau
- 1922 bis 1931: 1. FC Nürnberg
- 1931 bis 1937: Postsportverein Duisburg (Spielertrainer)
- 1937 bis 1939: Alemannia Aachen (Trainer)
- Turbine Erfurt (Trainer)
- Rotation Babelsberg (Trainer)

### Erfolge
- Deutscher Meister 1924, 1925, 1927